# Движение за экономические перемены
Движение за экономические перемены (MEC; сесото Sethala sa Kholiso ea Moruo) — политическая партия Лесото.

## История
Партия была создана в январе 2017 года и объявлена 1 февраля 2017 года министром развития малого бизнеса Селибе Мочобороане после его отделения от Конгресса Лесото за демократию, генеральным секретарем которого он был назначен на годовом общем собрании партии в 2015 году. Он занял весьма сомнительную позицию в парламенте, заявляя о поддержке не то правительства, не то оппозиции, когда это необходимо, с целью отвлечь политическое внимание от экономических проблем и от конгресса или национальных режимов мести и разделения, а скорее от проблем единства нации в интересах басуто. Он был официально освобожден от должности министра 7 февраля 2017 года. MEC была официально зарегистрирована 9 марта 2017 года. На выборах в июне 2017 года МИК получила 5 % голосов, получив шесть мест, включая место лидера в округе. Партия заняла 4-е место по величине в Лесото после ABC, DC (с LCD) и AD . После выборов 2022 года MEC достиг соглашения с недавно сформированным RFP и AD о формировании правительства во главе с лидером RFP Сэмом Матекане.